# Kundurosaurus
Kundurosaurus [„ještěr z (lokality) Kundur“] byl rod velkého hadrosauridního dinosaura, který žil asi před 67 až 66 miliony let (v období pozdní křídy) na území dnešního Dálného Východu (Ruská Federace, Amurská oblast). 

## Objev a popis
Jediným dnes známým druhem je K. nagornyi, popsaný kolektivem paleontologů v roce 2012. Tento rod je blízce příbuzný rodům Kerberosaurus, Shantungosaurus a Laiyangosaurus. Byl tak zástupcem tribu Edmontosaurini, skupiny vývojově vyspělých hadrosauridů z pozdní svrchní křídy severní polokoule.
Při délce kolem 7 metrů dosahoval tento hadrosaurid odhadované hmotnosti asi 2000 kilogramů.

## Paleoekologie
Tito hadrosauridi byli patrně loveni velkými tyranosauridními teropody, blízce příbuznými populárnímu severoamerickému druhu Tyrannosaurus rex. Jejich fosilní zuby a jiné části kostry byly objeveny ve stejných sedimentech (geologické souvrství Udurčukan a některá další).